# Goover
G∞VER (グーヴァー?, Gūvā) è l'album di debutto degli High and Mighty Color. L'album è uscito in Giappone il 14 settembre 2005 dopo quattro singoli di sostegno, ed è stato poi pubblicato da Tofu Records negli Stati Uniti il 21 marzo 2006. All'uscita rimase alla posizione numero uno della classifica indie Oricon per un intero mese.

## Il disco
È attualmente l'album più venduto della band. Pubblicato otto mesi dopo il loro singolo di debutto, è improntato più sul lato Pop che su quello Rock. In un'intervista a Tofu Records, SASSY ha rivelato che la versione originale di NOTICE è stata eliminata accidentalmente, costringendo la band a registrare l'intera canzone da capo.
Le tracce di questo album hanno tutte titoli in inglese; questa caratteristica è condivisa solo con l'album Swamp Man e il DVD VIDEO G∞VER.

## Lista tracce
Testi e musiche degli High and Mighty Color.
1. G∞VER – 2:25
2. NOTICE – 4:11
3. PRIDE – 4:18
4. Naked – 3:33
5. OVER – 4:05
6. Days – 4:04
7. SWEET ESCAPE – 3:44
8. RUN☆RUN☆RUN – 4:20
9. What for... – 4:28
10. Rain – 3:52
11. With YOU – 6:17

## Formazione
- Mākii – voce
- Yūsuke – voce
- Kazuto – chitarra solista; guitar synth in G∞VER; chitarra ritmica in PRIDE e Days; cori in OVER e What for...
- MEG – chitarra ritmica; guitar synth in G∞VER; chitarra solista in PRIDE e Days; cori in OVER e What for...
- Mackaz – basso
- SASSY – batteria, programmazione

### Altri musicisti
- Mai Hoshimura – tastiere